# غلادياتوس
غلادياتوس هي لعبة مصارعة على الإنترنت وهي تابعة ل جيم فورج. يمكنك ممارستها باللغة العربية على الموقع التابع للإمارات.طريقة لعبها سهلة للغاية فعلى المشترك تطوير مقاتله وتدريبه لتحسين قدراته وتمكينه من الفوز بالمعارك سواء ضد المصارعين الآخرين أو في البعثات.كما يمكن لكل مشترك تأسيس نقابة ماإن يصل إلى المستوى الخامس أو يمكنه أن ينضم إلى نقابة.تتكون لعبة غلادياتوس من اثني عشر شبكة(سيرفر) تضم كل شبكة الآلاف من المشتركين ويمكن لأي شخص ان يمارس لعبة غلادياتوس(بطل روما) في أي شبكة يريدها بشرط ان لا يشترك بمصارعين أو أكثر في نفس الشبكة.

## وصلات خارجية
- موقع اللعبة التابع للإمارات